# Холмино
Холмино — деревня в Тёмкинском районе Смоленской области России. Входит в состав Васильевского сельского поселения. Население — 16 жителей (2007 год).
Расположена в восточной части области в 13 км к северо-востоку от Тёмкина, в 34 км южнее автодороги М1 «Беларусь», на берегу реки Полоти. В 14 км юго-западнее деревни расположена железнодорожная станция Тёмкино на линии Вязьма — Калуга.

## История
В годы Великой Отечественной войны деревня была оккупирована гитлеровскими войсками в октябре 1941 года, освобождена в марте 1943 года.